# Janet Achola
Janet Achola (* 26. Juni 1988 in Lira) ist eine ehemalige ugandische Leichtathletin, die sich auf den Mittelstreckenlauf spezialisiert hat.

## Sportliche Laufbahn
Erste internationale Erfahrungen sammelte Janet Achola im Jahr 2009, als sie bei der Sommer-Universiade in Belgrad in 4:21,34 min den elften Platz im 1500-Meter-Lauf belegte und über 800 Meter mit 2:08,78 min im Halbfinale ausschied. Im Jahr darauf belegte sie bei den Afrikameisterschaften in Nairobi in 4:19,22 min den neunten Platz über 1500 Meter und anschließend gelangte sie auch bei den Commonwealth Games in Neu-Delhi mit 4:09,51 min auf Rang neun. Zudem wurde sie dort mit der ugandischen 4-mal-400-Meter-Staffel im Finale disqualifiziert. Bei den Crosslauf-Weltmeisterschaften 2011 in Punta Umbría wurde sie nach 27:03 min 32. im Einzelrennen und im September belegte sie bei den Afrikaspielen in Maputo in 10:23,16 min den fünften Platz über 3000 m Hindernis. Im Jahr darauf klassierte sie sich bei den Afrikameisterschaften in Porto-Novo mit 4:12,55 min auf dem fünften Platz über 1500 Meter, ehe sie bei den Olympischen Sommerspielen in London mit 4:11,64 min in der ersten Runde ausschied. Bei den Crosslauf-Weltmeisterschaften 2013 in Bydgoszcz wurde sie in 25:58 min 39. im Einzelrennen und 2016 belegte sie bei den Afrikameisterschaften in Durban in 4:08,11 min den sechsten Platz über 1500 Meter. 2018 beendete sie dann ihre aktive sportliche Karriere im Alter von 30 Jahren.

## Persönliche Bestzeiten
- 800 Meter: 2:05,57 min, 2. Juni 2012 in Oordegem
- 1500 Meter: 4:05,52 min, 27. Mai 2012 in Hengelo
- Meile: 4:28,83 min, 18. August 2012 in Kessel-Lo
- 3000 m Hindernis: 10:05,30 min, 13. Juni 2011 in Prag